# Местные церковные уставы
Местные церковные уставы — источники церковного права государственного происхождения, основанные на Уставе князя Владимира и Уставе Ярослава Мудрого. 
Местные церковные уставы создавались в русских удельных княжествах в XII веке. Одни из письменных источников русского права.

## Происхождение и значение
Создание местных церковных уставов началось среди новгородских князей, а позже и смоленский князь Ростислав Мстиславич издал свой церковный устав. Эти местные уставы дошли до нас в позднейших и не совсем исправленных списках, но они не дают сомнений в их подлинности, какие возникают в отношении общих церковных уставов на которых они основаны.
Уставы, или уставные грамоты, XII века важны для исследователей по следующим причинам:
- в них более или менее точно определяется область местной церковной подсудности, а также церковные доходы. Это важно для истории церкви, как внешнего установления, имевшего в Древней Руси определённое устройство;
- эти памятники древности имеют несомненно важное значение для вопроса о древнерусском финансовом управлении: они дают сведения о различных сборах, шедших в княжескую казну, которые обозначаются точными цифрами;
- на основании некоторых указаний этих уставов можно делать заключения о денежной системе того времени;
- церковные уставы XII века содержат много данных по древнерусской географии.

## Всеволодов устав
Две церковно-уставные грамоты если не прямо подложные, то сильно переделанные позднейшими писцами, приписываются новгородскому князю Всеволоду Мстиславичу. Одна из них имеет вид устава, данного новгородскому Софийскому собору о церковных судах. Это довольно неискусная переделка церковного устава Владимира, но в ней есть такие черты, которые с вероятностью могут быть приняты за постановления Всеволода. Таковы постановления о торговых пошлинах в пользу Софийского собора (на площади которого существовало торжище) и о передаче дел по спорам о наследстве в ведение епископа.
Другая уставная грамота дана церкви св. Иоанна Предтечи в Опоках, построенной Всеволодом в 1127 году. По этой грамоте новопостроенная церковь долженствовала быть приходскою церковью особого торгового товарищества, которое по ее имени называлось «купечеством Иванским». Изложенные постановления могли находиться уже в первоначальном тексте грамоты, но, конечно, Всеволод не мог называть себя «великим князем, самодержцем, владычествующим над всею русскою землею», как он назван в начале грамоты. До нас дошли, без сомнения, не все церковно-уставные грамоты удельно-вечевого периода; по мере учреждения в удельных княжествах новых епископий, местные князья должны были давать епископам и особые уставные грамоты. Так, летопись под 1158 годом говорит о суздальском князе Андрее Боголюбском, что он, поставив во Владимире-на-Клязьме соборную церковь Успения Пресвятой Богородицы, «дал ей многие имения и слободы и села лучшие с данями, и десятину во всем и в стадах своих, и торг десятый во всем своем княжестве».
Во введении содержится упоминание о принятии крещения великой княгиней Ольгой и великим князем Владимиром, а за тем кратко говорится об установлении десятины в пользу церкви.
Текст Устава разделён на 4 части. Каждая из них оканчивается обычным в церковных уставах заклятием, то есть воспрещением нарушать предписанное в уставе с напоминанием о наказании в будущей жизни нарушителям. Первая часть является первоначальной редакцией документа, остальные части это более поздние дополнения, которые присоединялись к первоначальному акту по мере надобности.
- Первая часть Устава начинается словами, напоминающими уставы Владимира и Ярослава Мудрого: «А се изобретохом в Греческом номоканоне…». В этих словах князь воспрещает всякое вмешательство светской власти в духовные суды. Затем следует указание на то, что настоящий Устав выработан князем в совете с княгинею, епископом, боярами и представителями новгородского земского общества, так и с представителем соборной княжеской церкви Иоанна Предтечи на Опоках. Далее находится постановление о мерах, весах и доходах духовенства от торга. Далее идёт судебный раздел, в котором перечисляются дела, подлежащие исключительно церковному суду. Эти категории дел идентичны Уставу князя Владимира.
- Вторая часть Устава составляет дополнение к постановлению о мерах и весах. Всеволод Мстиславич, видя «неправду боярскую» и сверившись с византийскими патриаршими грамотами поручает надзор за мерами и весами епископу, также как и князь Владимир.
- Третья часть Устава состоит из перечисления тех лиц, которые подсудны церкви. Число этих лиц увеличено по сравнению с Владимировым уставом. Кроме этого здесь определяется какая часть дохода должна идти в пользу церкви от судов светских: «а с суду давати девять частей князю, а десятую святей Софеи за княжую душу». Здесь же есть указание на так называемый общий суд, то есть на производство дел смешанной подсудности (по лицам).
- Четвёртая часть Устава является как бы припиской, сделанной тем же или, быть может, и другим, последующим новгородским князем. Приписка содержит определение в какой мере могут участвовать в наследстве без завещания жёны и дети третьего и четвёртого браков. Так как третий и четвёртый браки считались — если прямо не запрещаемыми, то во всяком случае, не одобряемыми церковью, то и дети от этих браков по закону получали неравную долю с детьми от первого или второго браков: эта доля зависела от величины открывшегося наследства и от усмотрения епископа, и часть, выдаваемая третьей или четвёртой жене и их детям из имущества умершего мужа и отца, прямо называлась в Уставе прелюбодейной. Эта статья любопытна тем, что, дополняя Устав она решает весьма важный вопрос наследственного права, так и потому, что служит доказательством того, что в Древней Руси гражданские права лиц определялись сколько по достоинству отца, столько же (в случае необходимости) по достоинству матери: здесь, как и в других памятниках древнерусского права и быта есть указания на правоспособность детей «от рабы». Четвёртая часть Устава, оканчивается словами: «а тое все приказах епископу управливати, смотря в Номоканон, а мы сие с своей души сводим».

## Устав новгородского князя Святослава Ольговича
Цель устава, данного князем Святославом Ольговичем Новгородской церкви в 1137 году, состояла в точном определении церковной десятины от всякого рода сборов, поступавших в казну новгородского князя. Такого точного определения десятины не было сделано в прежних новгородских церковных уставах. Восполняя этот пробел, устав Святослава не имеет общего значения, какое имеет устав его предшественника: он содержит только положения о десятине.
Текст устава можно разделить на вступительную часть («Устав … что входит в княж двор всего»), на установительную статью («А зде в Новегороде… у Тудорра сорочек») и на заключительную статью, в которой находится дата и заклятие. Затем следует два прибавления: «А се Обонезьскый ряд», «А се Бежичьский ряд».
На 1137 год Обонезьскый ряд состоял из 14 населенных мест, на пространстве от реки Олонки до верховьев рек Ояти, Паши и Сяси.
Из вступления следует, что Святослав определяет церковную десятину, следуя примеру всех прежде бывших князей, а установительная статья начинается упоминанием о том, что и в Новгороде прежние князья давали церкви неукоснительно десятину от всяких доходов, поступавших в их казну. Далее от имени князя говорится, что устав дан им потому, что точное и неукоснительное производство десятинных платежей церкви имеет одинаково важное значение как для епископа, так и для самого князя.
После этих начальных слов идёт определение десятины с общего количества судных пеней, сбором и хранением которых заведовал в это время какой-то Домаждирич Онежанин (на него и сделано указание, как на лицо, от которого епископ должен требовать десятины с пеней). Цифра этой десятины определена точно. Затем следует расписание дани с различных погостов новгородских с целью определения десятины. В составе заволочских владений впервые упоминаются центральнопинежский погост Кегрола и два нижнепинежских погоста Пинезе и Вихтуй. 
В уставе особо определяется доход Софийского собора с Онеги, где не все погосты платили дань князю, а стало быть, не со всех могла идти десятина церкви.